# إبراهيم قدري (مقاطعة فارياب)
إبراهيم قدري (بالإنجليزية: Tolombeh-ye Ebrahim Godari)‏ هي مستوطنة تقع في كرمان في إيران. يقدر عدد سكانها بـ 84 نسمة .